# أرجوك أعطني هذا الدواء (فلم)
أرجوك أعطني هذا الدواء فيلم مصري صدر عام 1984م.

## أبطال الفيلم
- محمود عبد العزيز
- نبيلة عبيد
- ماجدة الخطيب
- فاروق الفيشاوي
- عبد المنعم كامل
- سحر حمدي
- اعتدال شاهين
- رانيا عاطف
- حسني صقر
- تامر
- عاطف بركات
- شريفة زيتون
- جمال فؤاد
- عماد أحمد
- مختار السيد
- ممتاز العجمي
- فاتن فؤاد